# 高専ロボコン2007 風林火山 ロボット騎馬戦
高専ロボコン2007 風林火山 ロボット騎馬戦（こうせんロボコン2007 ふうりんかざん ろぼっときばせん）は、2007年に開催された20回目の高専ロボコンである。

## 概要
本大会は、高専ロボコン史上初のロボット同士が直接ぶつかり合う競技形式である。そして大会史上初めて競技フィールド上に構成するものがないのも特徴である。競技課題名は同年に放送された大河ドラマ 風林火山より採られている。
競技は1チーム2台のロボットで行われ、その2台のロボットを合体させることにより、大きさ、特に高さの制限が緩和する。一方で台数が1台になるため、どちらの方法を選び試合を進めてゆくかが戦略の鍵となった。
20周年記念となった本年度は、大会前に関連イベントが開催され、全国大会放送前後にこれまでの大会を振り返る総集編が放送された。また、本年度のNHKロボコンのテーマ曲には中ノ森BANDの「駆け抜ける風」が発表された。

## 競技課題
各チーム2台の手動もしくは自動制御のロボットを用いて大会に参加する。各ロボットには旗を取り付け、相手チームの旗を取る腕機構を有する必要がある。
旗は各チームに5本用意され、2台のロボットに旗を割り振る。
腕機構を用いて相手の旗を取り、先にすべての旗を取ると「大勝利」となる。試合時間3分以内で「大勝利」とならなかった場合は、より多くの旗を残したチームの勝利となる。
競技フィールドは大きく分けて4つのエリアで構成される。
- 競技ゾーン

8m四方のフィールド。周辺を木工フェンスで囲む。
- スタートゾーン

ロボットのスタート地点。1メートル四方のエリアが2つ並び、競技を行う両チームのロボットは各ゾーンに1台マシンを設置して競技を開始する。
- 安全ゾーン

競技ゾーンを囲むように幅70cmの安全ゾーンが設けられる。
- 操縦ゾーン

操縦ゾーンは。赤、白の各チームカラーで交互に設けられている。操縦者1名が自チームの色のエリアに入ることができる。
競技フィールド上には障害物などは一切なく、競技ゾーン上の設置物は両チームのスタートゾーンと木工フェンスだけである。操縦者は競技中に競技ゾーン、スタートゾーン、安全ゾーンに入ることができない。

### 主なロボットの制約
- 大きさ

縦1000mm×横1000mm×高さ1200mm以内。ロボットが持つ旗、のぼりはこの中に含まれない。
変形は自由だが、ロボット本体は前述の制限を満たさなければならない。腕、旗、のぼりは含まれない。
- 重量

2台で合計20kg以内
コントローラは含まれる。交換用の部品、電池は含まれない。
試合に用いるロボットのほかに予備ロボットを用意できる。この場合全ロボット合計で30kg以内
- 動力源

定格24Vまでの電源
電力以外の動力には高圧ガス（1Mpa以上）や危険物を用いることはできない
- 製作費

20万円以内
プロポ、受信機など無線通信に関係する部品は含まれない
- 操作形態

無線操縦（ラジコン用周波数帯（FM方式 27MHz、40MHz）、赤外線、可視光、音波）
試合ごとに各チーム1つの周波数帯が割り当てられ、送受信1つずつ対応するクリスタルが供給される。受信機は複数個ロボットに搭載可能で、その場合は割り当てられた周波数帯に対応するクリスタルを各チームが用意する。
- 合体

同チームの2台のロボットは合体ができる。
合体後は大きさの制限が縦1200mm×横1200mm×高さ2000mm以内と拡張される。
試合開始後も変形可能であるが大きさの制約は変わらない。しかしこの制約に腕が含まれないことと、合体によりロボット全体の高さが2000mmまで伸ばすことができるため、いかにこの2つの大きさ制限の緩和方法を活用するかがアイデアの要となった。

## 大会結果

### 全国大会
- 11月25日 両国国技館にて開催

| ロボコン大賞                 | サレジオ高専 二戦錬馬                     |
| 優勝                         | 北九州高専 クルポン                       |
| 準優勝                       | 和歌山高専 紀州軍団                       |
| アイデア賞                   | 大分高専 ローリングぱっちんGO!            |
| 技術賞                       | 詫間電波高専 Galaxy                       |
| デザイン賞                   | 富山高専 TRA                              |
| 風林火山賞                   | 一関高専 金色堂                           |
| 特別賞（本田技研）           | サレジオ高専 二戦錬馬                     |
| 特別賞（電気事業連合会）     | 旭川高専 NOTEC                            |
| 特別賞（マブチモータ）       | 都立産業技術高専荒川キャンパス 八歩兎尾迅 |
| 特別賞（安川電機）           | 北九州高専 クルポン                       |
| 特別賞（東京エレクトロンFE） | 沖縄高専 メーヴェ                         |

## 放送

### 地区大会
- ローカル放送

2007年11月25日にNHK総合にて地区別のローカル放送が行われた。
- 深夜放送

12月11日から12月21日までの間、NHK総合にて地区大会の深夜放送が行われた。順序は北海道地区より南下し九州沖縄地区が最後。

### 全国大会
- 地上波版

12月26日にNHK総合にて放送された。
- 完全版

12月29日にBS2にて90分枠で放送された。こちらは全試合の模様を収めている。

### 関連番組
- ロボコン大百科

12月22日にNHK総合で放送。これまでの大会の名珍場面や歴代ロボットベスト5などが紹介された。番組中ではベスト5にランクインしたロボットから、1994年大賞受賞の奈良高専「StarKing」と1995年大賞受賞の新居浜高専「燧のジョーダン」がスタジオに登場した。
- 20周年総集編

12月30日深夜にNHK教育にて放送。3時間10分にわたって高専ロボコン20年間の名試合を取り上げている。1998年に放送された10周年記念番組の「ロボコン風雲録」が出場チームのメンバー、背景紹介なども取り上げているのとは違い、ほぼ試合中の模様のみで構成されている。